# Иманта (остановочный пункт)
И́манта (латыш. Imanta) — остановочный пункт в Риге на электрифицированной железнодорожной линии Торнякалнс — Тукумс II, ранее являвшейся частью Риго-Орловской железной дороги. Расположена вблизи одноимённого городского района.

## История
Станция была открыта в 1894 году. Её первоначальным названием было «Солитюдъ» (фр. solitude — «одиночество») — по расположенной поблизости усадьбе. Услугами станции пользовались жители близлежащих домов, дачники и сельские арендаторы, получившие возможность доставлять свою продукцию в город по железной дороге.
В 1928 году станция получила нынешнее название. В годы гитлеровской оккупации во время Второй мировой войны её именовали Riga-Solitude. Старинное здание, построенное при открытии станции, сохранялось, с утратой некоторых декоративных элементов отделки фасада, до марта 2012 года, когда оно было демонтировано из-за ветхости.
В 2015—2016 годах были проведены работы по модернизации платформы, в ходе которых были реконструированы перроны и сооружено новое пассажирское здание, открытое в 2016 году.
В рамках строительства железнодорожной линии Rail Baltica на станции планируется сооружение двух подземных пешеходных переходов.

## Галерея

Текущее здание вокзала
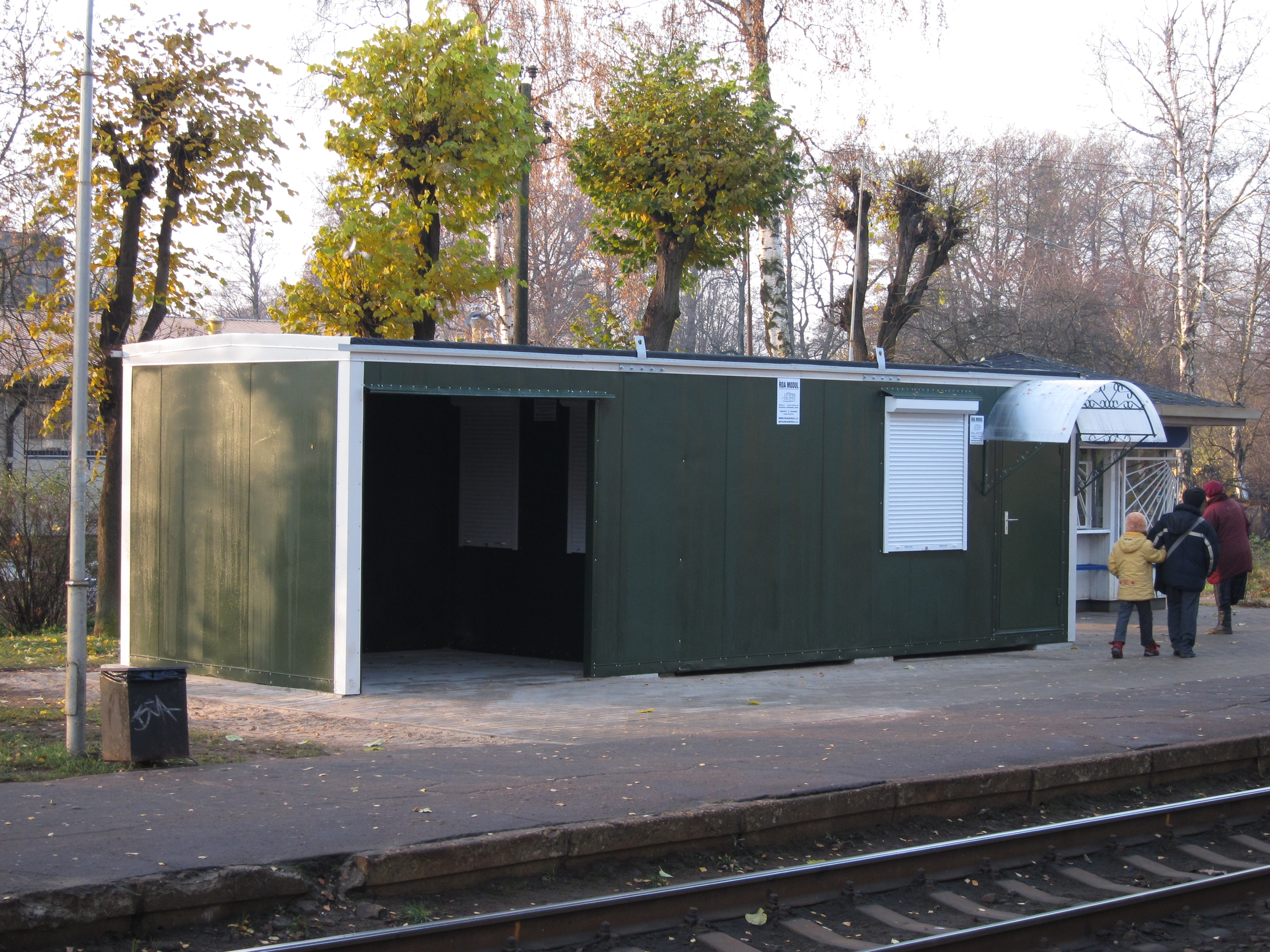
Временная касса на платформе Иманта
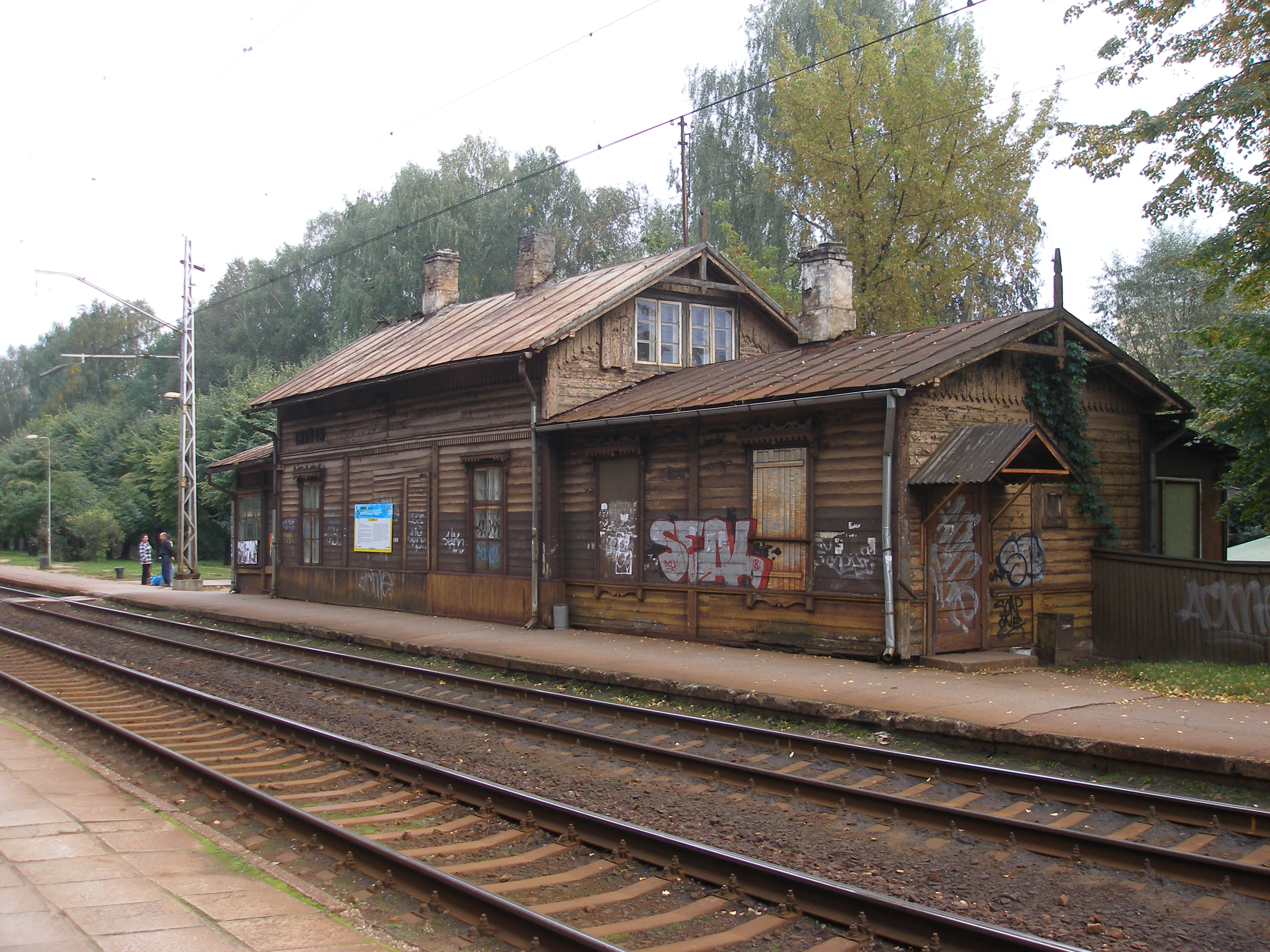
Пассажирское здание в 2010 году
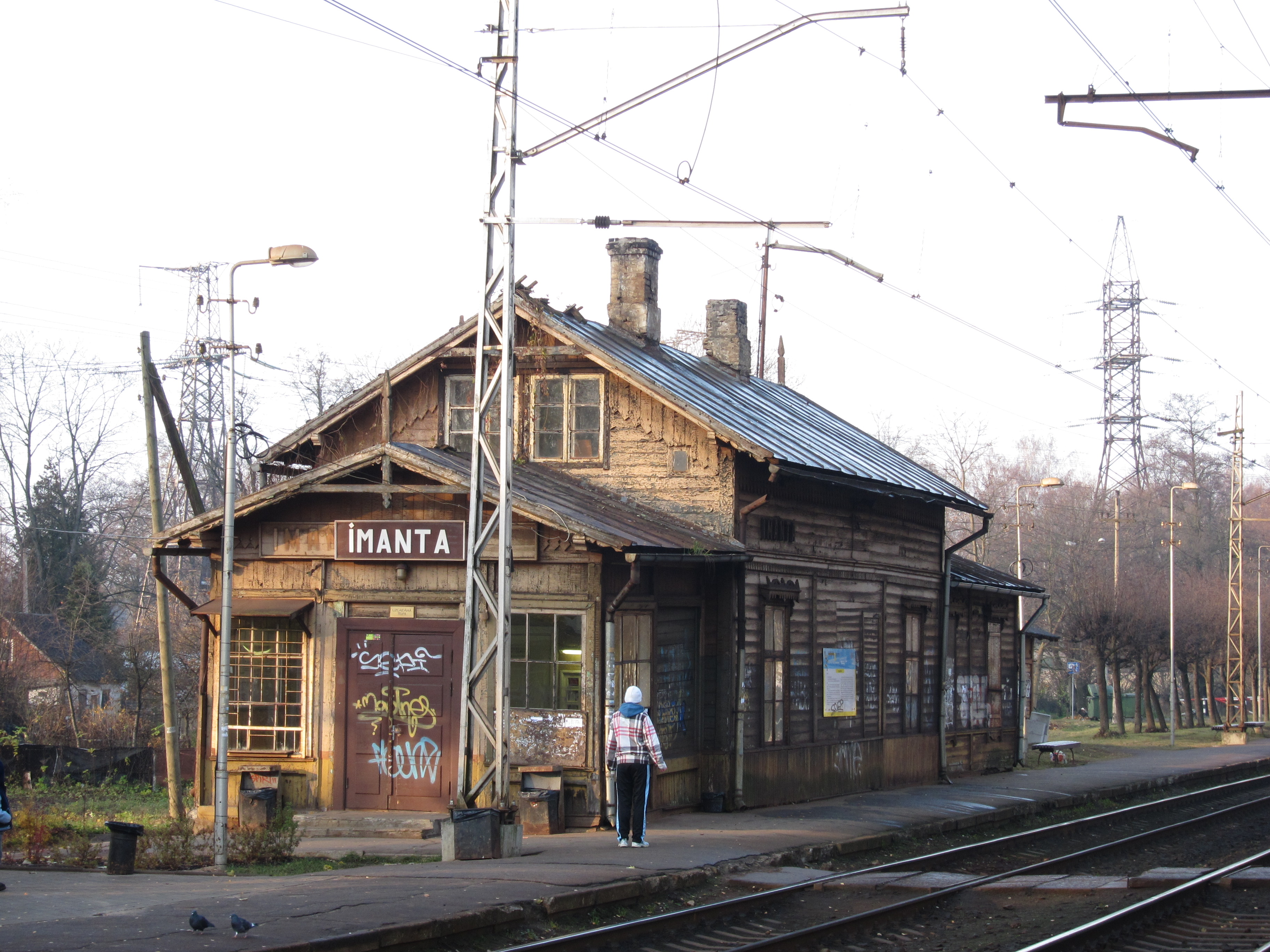
Пассажирское здание в 2011 году
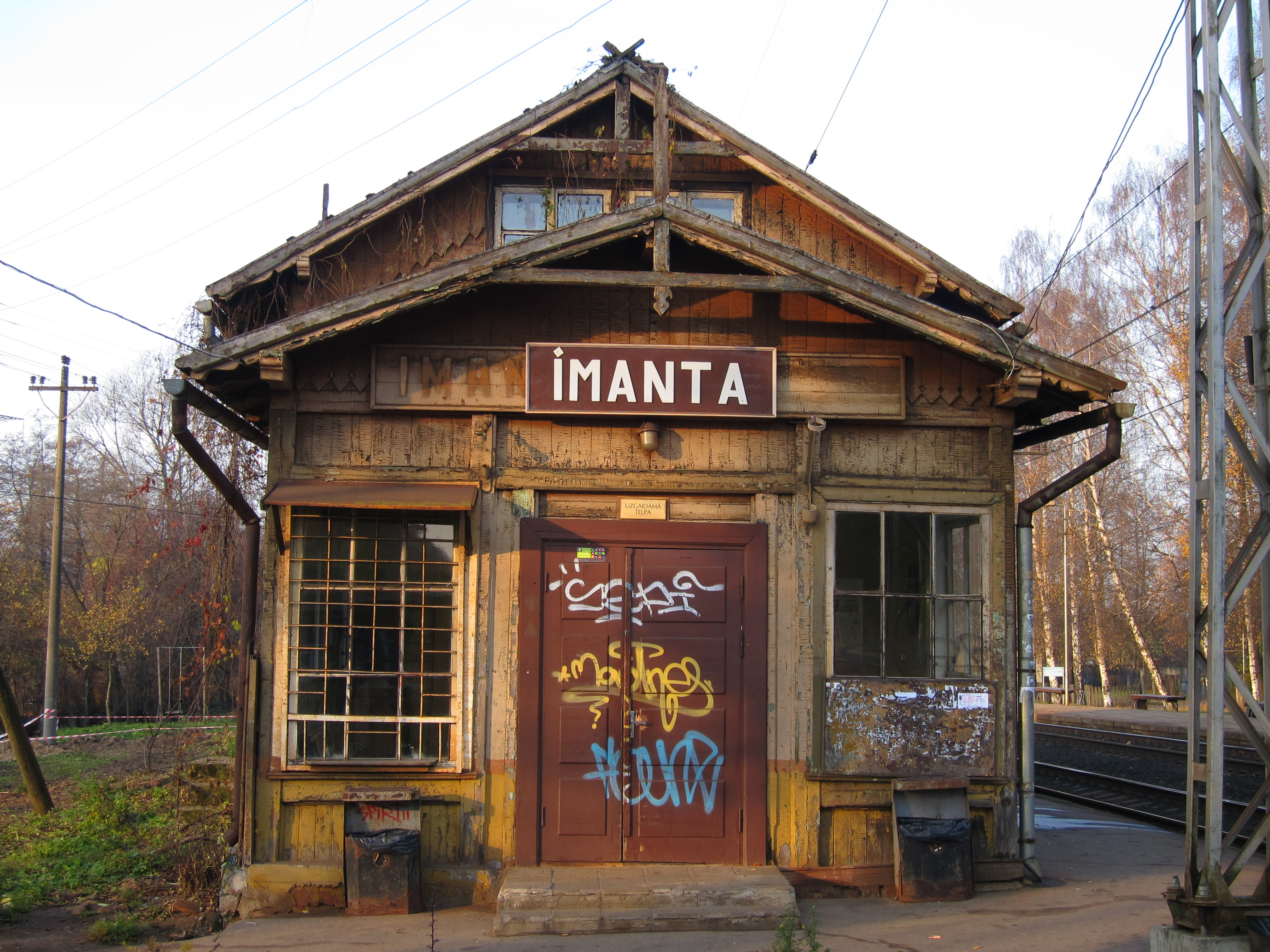
Пассажирское здание
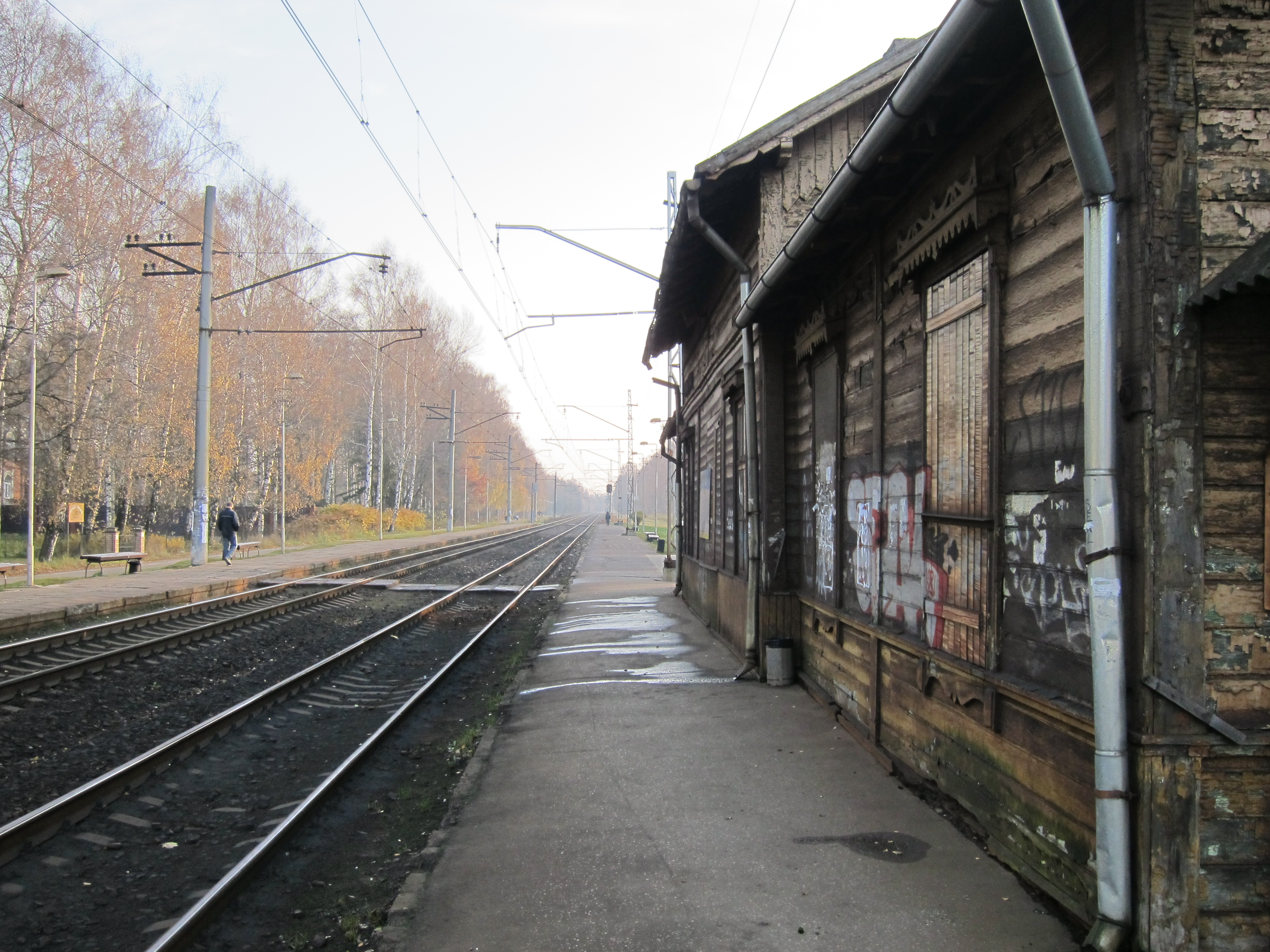
Рижский перрон
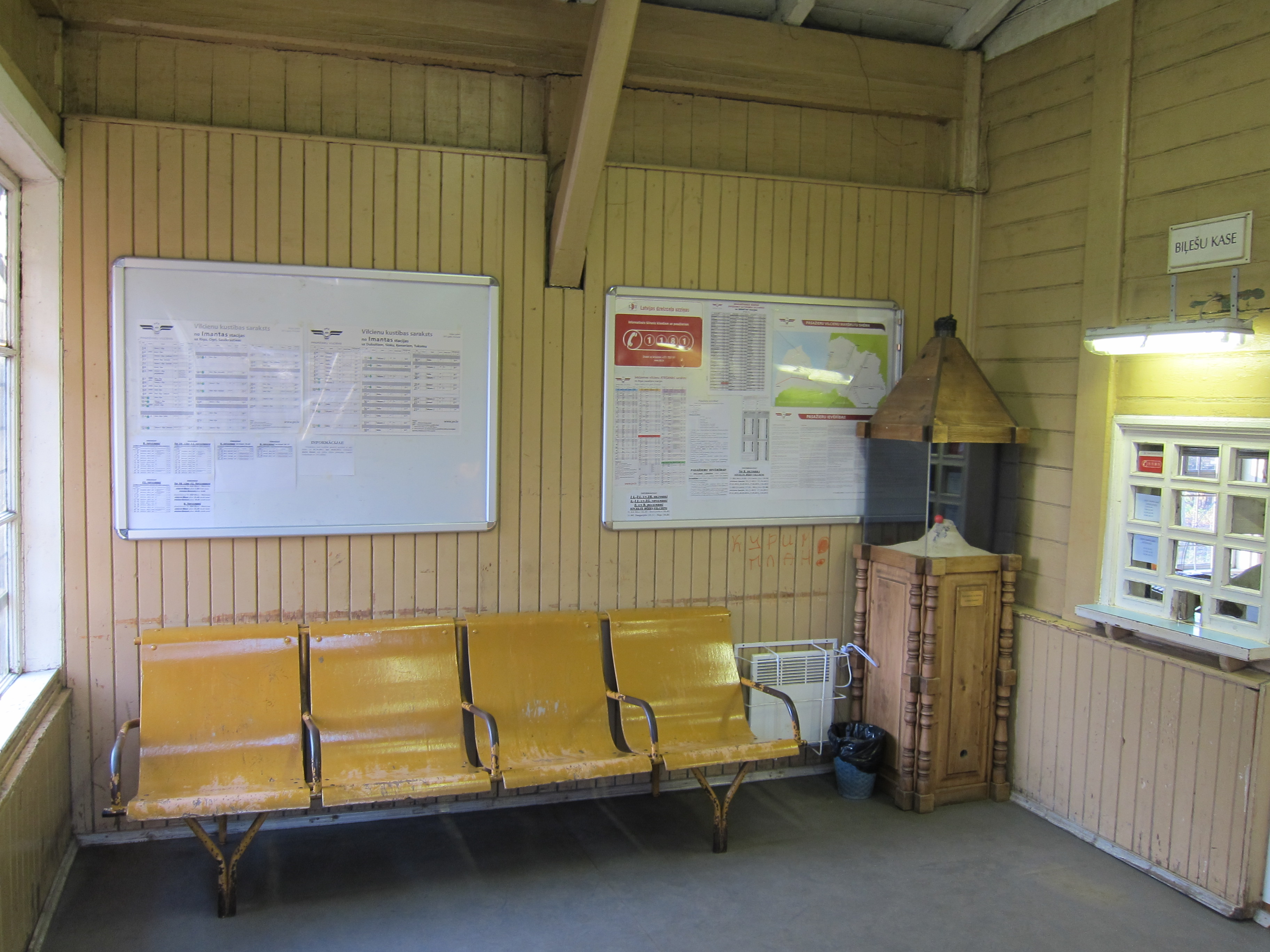
Зал ожидания старого вокзала